# Grejson Peri
Grejson Peri (engl. Grayson Perry; rođen 24. mart 1960.) je britanski likovni umetnik poznat po oslikavanju keramike, ali i živopisnom privatnom životu koji uključuje transvestizam, odnosno nošenje ženske odeće i korišćenje "alter ega" po imenu "Claire". 

## Spoljašnje veze
- Images and Essay on the Walthamstow Tapestry Архивирано на веб-сајту  (22. јул 2011)
- Video interview with Grayson Perry at the Victoria Miro Gallery on www.theartnewspaper.tv Архивирано на веб-сајту  (29. јануар 2010) Arhivirano 2010-01-29 na sajtu
- Victoria Miro Gallery Архивирано на веб-сајту  (30. новембар 2016) Arhivirano 2016-11-30 na sajtu
- Photos of Grayson Perry work
- Saatchi Gallery Arhivirano 2009-11-25 na sajtu
- BBC Collective
- "Map of an Englishman"
- "Exquisite Corpse"